# شاموكين
شاموكين (بالإنجليزية: Shamokin, Pennsylvania)‏ هي مدينة تقع في مقاطعة نورثمبرلاند (بنسيلفانيا) بولاية بنسيلفانيا في الولايات المتحدة. تبلغ مساحة هذه المدينة 2.1 (كم²)، بلغ عدد سكانها 7374 نسمة في عام 2010 حسب إحصاء مكتب تعداد الولايات المتحدة.

## الموقع الجغرافي
الموقع الجغرافي للمناطق المحيطة بهذه النقطة هو كالتالي:

## أعلام
- كلود بيك
- إيفان جون جونز
- جو بيلمونت
- باول س. ني جونيور
- جورج هنري كرام

## وصلات خارجية
- http://www.shamokincity.org/
- The US50 - Cities and Towns in Pennsylvania State

قالب:مدن بنسيلفانيا